# ふらいおん
NPO法人ふらいおんは、大阪市淀川区に事務所を置く、教育NPO法人。略称は、NPOふらいおん、ふらいおん。
NPO法人ふらいおんは、無料塾事業や居場所作り事業、ITツールによる教員サポートサービスの運営、そのほかにも、社会貢献団体のポータルサイトや、子供たちの表現に着目した事業など、幅広く社会や教育のための事業に取り組んでいる。

## 概要
2020年9月に大阪教育大学在学中の浜地真代が天王寺区で無料塾事業を開始し、2021年4月にNPO法人を設立した。大阪の小中学生を対象に、独自の教育施設「無料塾」を複数展開している。主な活動スタッフは大学生。大阪のみならず、各地域の地元NPOや学生団体などのパートナー団体と共に全国で活動を行う。無料塾による児童・生徒数は約2,700人、学生ボランティアスタッフは約80人に上る（2022年度実績、のべ人数）。
2021年9月に学習指導案を効率的に検索できるツール「SENSEITION」をリリース。初月のインプレッション数は約12万以上を記録した。主に公教育における教職員や大学の講義などに利用されている。
2021年9月に社会貢献団体ポータルサイト「LIBRARY」をリリース。社会貢献を目的として活動する、NPO法人や学生団体が交流や協働をすることのできるコミュニティとして約230団体以上が登録している（2022年度実績）。
それ以外にも、習い事ができる学堂保育「ひだまり学堂」や無料書道教室「澪尽」、表現活動を行う100BANCH採択プロジェクト WaQ!!!(メンター：乙武洋匡)、小中高生対象の農業体験・加工販売プログラムを行う「TEARDROPS」などの事業を行なっている。
2022年12月には、給付型奨学金制度を実施した。

## 沿革
- 2020年9月 - 任意団体ふらいおんを設立
- 2020年1月 - ふらいおん寺田町校舎 開講
- 2020年1月 - 任意団体TEARDROPS を設立

- 2021年4月 - NPO法人化
- 2021年7月 - 「WaQ!!!」が100BANCHに採択
- 2021年9月 - 社会貢献団体のポータルサイト「LIBRARY」をリリース
- 2021年8月 - 「寺子屋teller」の開校
- 2021年9月 - 指導案検索ツール「SENSEITION」をリリース

- 2022年1月 - 書道教室事業開始
- 2022年1月 - 「TEARDROPS」がNPO法人ふらいおんに参画
- 2022年4月 - 「学習塾Sien」開校
- 2022年4月 - 「無料塾あんだんて」開校
- 2022年9月 - 「無料塾ぐるにえ」開校
- 2022年12月 - 学堂保育「ひだまり学堂」開校

## 事業内容
- 子どもの居場所作りを行う事業
  - 「無料塾事業」-Sien、寺子屋Teller、あんだんて、ぐるにえ
  - 「居場所作り事業」-WaQ!!!、TEARDROPS、ひだまり学童、澪尽

- オンライン教育サービス開発による教育支援事業
  - 指導案検索ツール「SENSEITION」
  - 社会貢献団体のためのポータルサイト「LIBRARY」

## 主なメディア掲載
- 2021年7月 - 神戸新聞NEXT -「TEARDROPS」
- 2021年8月 - NewsPick -「WaQ!!!」
- 2021年8月 - Yahoo!ニュース -「WaQ!!!」
- 2021年8月 - 東奥日報 -「WaQ!!!」
- 2021年9月 - SHIBUYA SLOW STREAM with 渋谷ストリーム（東急グループ）-「WaQ!!!」
- 2022年8月 - GoogleNews -「教育ツール開発事業」
- 2022年8月 - 読売新聞 -「無料塾事業」
- 2022年8月 - 徳島新聞 -「澪尽」
- 2022年8月 - Rakuten infoseek News -「寺子屋Teller」

## 関連書籍
- 「教育課題と無料塾」出版：一般社団法人日本電子書籍技術普及協会、著：浜地真代、野田風馬